# Goran Janus
Goran Janus (né le 27 mars 1970) est un ancien sauteur à ski slovène.

## Palmarès

### Championnats du monde
| Épreuve / Édition | Val di Fiemme 1991 |
| Petit Tremplin    | 46e                |
| Grand Tremplin    | 22e                |

### Championnats du monde de vol à ski
| Épreuve / Édition | Harrachov 1992 |
| Individuel        | 26e            |

### Coupe du monde
- Meilleur classement final: 42e en 1991.
- Meilleur résultat: 8e.